# Eskil Erlandsson
Lars Eskil Anders Erlandsson (ur. 25 stycznia 1957 w gminie Ljungby) – szwedzki polityk, od 2006 do 2014 minister rolnictwa.

## Życiorys
Uzyskał wykształcenie rolnicze, kształcił się m.in. w Växjö. Pracował w branży rolnej i leśnej. Od 1983 do 1994 był radnym gminy Ljungby, wchodził w skład władz wykonawczych gminy.
W 1994 po raz pierwszy uzyskał mandat deputowanego do Riksdagu z listy centrystów. Od tego czasu skutecznie ubiegał się o reelekcję na kolejne kadencje. Po zwycięstwie centroprawicy w wyborach krajowych w 2006 zrezygnował z zasiadania w parlamencie w związku z powołaniem w skład rządu. W gabinecie Fredrika Reinfeldta został ministrem rolnictwa. Utrzymał to stanowisko (resort przemianowano na ministerstwo spraw wsi) także po wyborach w 2010, w których również uzyskał reelekcję do Riksdagu.
Urzędowanie jako minister zakończył w 2014, w tym samym roku oraz w 2018 ponownie wybierany do szwedzkiego parlamentu (w 2019 zrezygnował z mandatu).